# SN 1983Y
SN 1983Y – niepotwierdzona supernowa odkryta 14 kwietnia 1983 roku w galaktyce NGC 7083. W momencie odkrycia miała maksymalną jasność 18,00m.